# Peripterosz

Egy peripterosz alaprajza

A peripterosz (görögül ὁ περίπτερος <ναός>) az ókori görög templom egy típusa, amelynél a cellát körben oszlopsor (perisztaszisz) veszi körül, az így létrejött körfolyosó a pteron. A peripterosz templomtípus valószínűleg a legismertebb és legelterjedtebb. Ennél a formánál a naosz gyakran mint in antis, illetve dupla in antis templom (amphiantisz) van kialakítva. A peripterosznak lehet előcsarnoka (pronaosz) és esetleg hátsó csarnoka is (opiszthodomosz).
A peripterosznak általában mind elöl, mind hátul hat oszlopa van. Az oldalsó oszlopok száma viszont erősen változhatott. Míg például az archaikus időkben magas volt a számuk (pl. a heraion Olümpiában, Görögországban, 6 × 17 oszloppal) a klasszikus dór templomoknál ez a szám idővel 13 oszlopnál állapodott meg. Mindazonáltal továbbra is előfordultak eltérések, az Apollótemplom Delphoiban 6 × 14 oszlopsoros, Athéné Alea temploma Tegeában 6 × 14 oszlopsoros.
A hellenizmusba való átmenet idején valamelyest besűrűsödtek az arányok, Aszklépiosz epidauroszi temploma például 6 × 11 oszlopos, Pallasz Athéné temploma Pergamonban 6 × 10 soros. A dór templomok különleges példája éppen a Parthenón az athéni Akropoliszon, ami 8 × 17 oszlopos elrendezésű.

## Kapcsolódó szócikk
- Monopterosz